# Jeri Lynne Johnson
Jeri Lynne Johnson (Shreveport, 1972) è una direttrice d'orchestra, compositrice e pianista statunitense. È inoltre la fondatrice e la direttrice artistica della Black Pearl Chamber Orchestra, un'orchestra professionale di Filadelfia.

## Biografia
Maestra Johnson si è laureata al Wellesley College e all'Università di Chicago ed è un'abile direttrice d'orchestra, compositrice e pianista. Dal 2001 al 2004 è stata assistente direttrice della Chamber Orchestra of Philadelphia, dove si è dedicata a portare nuova musica ispiratrice sul palcoscenico. Ha diretto orchestre in tutto il mondo, tra cui la Colorado Symphony, l'Orchestra Sinfonica di Bournemouth (Regno Unito), l'Orchestra di Filadelfia e la Weimar Staatskapelle (Germania). Accanto alle importanti direttrici donna Marin Alsop e JoAnn Falletta, la signora Johnson è stata annunciata al Today Show della NBC come una delle principali direttrici della nazione. Nel 2005 la signora Johnson fece storia come la prima donna afroamericana a vincere un premio alla direzione internazionale quando fu premiata con la Taki Concordia Conducting Fellowship.
Nel 2008 ha fondato la Black Pearl Chamber Orchestra di Filadelfia con alcuni dei migliori musicisti del paese provenienti da diverse culture e nazionalità come modello per l'orchestra americana del XXI secolo. La missione dell'orchestra è quella di "portare il pubblico al di là del ruolo di spettatore, fino alla partecipazione all'esperienza musicale combinando l'eccellenza artistica con la diversità culturale e l'impegno innovativo della comunità. Attraverso la Black Pearl ha aperto la strada a un nuovo approccio all'impegno della comunità imitato e adottato dalle orchestre in tutto il paese. La qualità di livello mondiale delle sue esibizioni nei concerti ha meritato numerose donazioni dal National Endowment for the Arts. E i suoi innovativi programmi di coinvolgimento della comunità hanno reso la Black Pearl l'unica organizzazione nella nazione ad ottenere tre prestigiose sovvenzioni del Knight Foundation Arts Challenge.